# Ian Black (nuotatore)
Ian MacIntosh Black (Inverness, 27 giugno 1941) è un ex nuotatore britannico.

## Palmarès
- Europei

Budapest 1958: oro nei 400m sl, nei 1500m sl e nei 200m farfalla.
- Giochi del Commonwealth

Cardiff 1958; 220y farfalla, 440y sl e 4x220y sl.